# Автомагістраль А57 (Франція)
Автомагістраль A57 — автомагістраль на південному сході Франції.
55 кілометрів довжини і проходить від Тулонського тунелю до A8 біля Ле-Люка. Дорога є платною автострадою на північ від Тулона. Ним керує ESCOTA. Він з'єднується з відгалуженням A570 до міста Єр. Автомагістраль перетинає гірський масив де Мор і має в основному 2x2 смуги. Західна кінцева станція автомагістралі з'єднується безпосередньо з Тулонським тунелем і далі до автомагістралі A50 і Марселя.

## Історія
- 1968 рік : Відкриття першої ділянки від Тулона до Ла-Валетт-дю-Вар, який тоді мав номер A54.
- 2014 (18 березня) : Tunnel de Toulon (Тулонський тунель) відкриває свою другу ділянку в напрямку Тулон -> Марсель[1] (перша ділянка, Марсель -> Тулон, закрита на кілька місяців для технічного обслуговування та вдосконалення).
- 2018 рік : Ділянку смуги руху 2x2 між Тулонським тунелем і A570 наразі має бути розширено до 3 смуг у кожному напрямку, щоб усунути багаторічні затори на цій ділянці в години пік. Землю, необхідну для розширення, виділено, роботи мають розпочатися у 2018 році[2].